# رومان اكباشيف
رومان راديكوفيتش اكباشيف (بالروسية: Роман Радикович Акбашев)‏ هو لاعب كرة قدم روسي. من مواليد 1 نوفمبر 1991، يلعب لنادي فاكل فارونيش.

## روابط خارجية
- رومان اكباشيف على موقع قاعدة بيانات كرة القدم.إي يو (الإنجليزية)
- رومان اكباشيف على موقع Soccerway.com (الإنجليزية)
- رومان اكباشيف على موقع عالم كرة القدم.نت (الإنجليزية)